# 高松町站
高松町站（日语：／ Takamatsuchō eki */?）是位於鳥取縣境港市高松町字五輪松，西日本旅客鐵道（JR西日本）境線的車站。車站愛稱（妖怪）為絆腳貓站。

## 歷史
- 1987年（昭和62年）11月1日 - 境線後藤站至河崎口站之間開設此站[2]。境線富士見町、三本松口站、御崎口站（現時：大篠津町站）和馬場崎町站也於同日啟用，成為同年4月JR西日本成立以來初批新車站[3]。
- 2019年（平成31年) 3月16日 - 車載型IC出入閘機開始使用，此站開始可以使用IC卡「ICOCA」[4]。

## 車站構造
車站是一座地面車站，設有1面1線的單式月台。前往境港方向的列車會開啟右邊車門。此站是由米子站管理的無人車站。月台靠近米子一方設有車站出入口。此站沒有自動售票機。曾經在入口前方設有乘車站證明書發行機。車站月台比較狹窄，這是由於車站於後期建造。

## 使用狀況
以下為近年一日平均上下車人次列表：
| 上下車人次變化 | 上下車人次變化 |
| 年度           | 1日平均人次    |
| -------------- | -------------- |
| 2011年         | 99             |
| 2012年         | 110            |
| 2013年         | 114            |
| 2014年         | 92             |
| 2015年         | 98             |
| 2016年         | 98             |
| 2017年         | 99             |
| 2018年         | 90             |

## 車站周邊
- 夢港公園（山陰·夢港博覧會（日语：山陰・夢みなと博覧会）之會場遺址）
- PLANT-5（日语：PLANT） 境港店
- 麥當勞 境港店
- 鳥取銀行
- 境港市立誠道小學
- 山田電機Teccland境港店

## 巴士
站前設有巴士站。
- 哈馬魯普巴士（日语：はまるーぷバス）
  - 生活路線 (右回，左回)

## 相鄰車站
西日本旅客鐵道
 境線
中濱－高松町－余子

## 注腳
1. 1 2  . 交通新聞 (交通新聞社). 1987-10-17: 1 （日语）.
2. 1 2  . 交通新聞 (交通新聞社). 1996-11-11: 2 （日语）.
3. 1 2   (PDF). 西日本旅客鉄道. 2019  [2020-04-26]. （原始内容 (PDF)存档于2020-02-01） （日语）.
4. ↑   （页面存档备份，存于）（日語）
5. ↑  国土数値情報(駅別乗降客数データ)2011-2015年  （页面存档备份，存于）（日語） - 國土交通省，2019年7月4日參閲
6. ↑  国土数値情報　駅別乗降客数データ  （页面存档备份，存于）（日語） - 國土交通省，2020年9月13日參閲

## 外部連結
- 高松町｜車站資訊：JR出門網 - 西日本旅客鐵道（日語）